# الدوري المولدوفي الوطني 2000–01
الدوري المولدوفي الوطني 2000–01 هو الموسم 10 من  الدوري المولدوفي الوطني. أقيم خلال الفترة 22 يوليو 2000 وحتى 12 يونيو 2001، والذي يشرف على تنظيمه اتحاد مولدافيا لكرة القدم، وكان عدد الأندية المشاركة فيه  8، وفاز فيه نادي شريف تيراسبول.